# Stenosphenus insulicola
Stenosphenus insulicola är en skalbaggsart som beskrevs av Fisher 1942. Stenosphenus insulicola ingår i släktet Stenosphenus och familjen långhorningar.
Artens utbredningsområde är Kuba. Inga underarter finns listade i Catalogue of Life.